# Uruk
Uruk (sumersko 𒀕𒆠, latinizirano: Unug, akadsko 𒌷𒀕, latinizirano: Uruk, aramejsko/hebrejsko אֶרֶךְ, latinizirano: Erech, klasičnosirsko ܐܘܿܪܘܿܟ, latinizirano: Úrūk, starogrško Ὀρχόη, latinizirano: Orhoē, grško Ὠρύγεια, latinizirano: Ōrugeia, arabsko وركاء, latinizirano: Varka) je starodavno mesto v Sumeriji in kasneje Babiloniji, ki se nahaja vzhodno od sedanje struge reke Evfrat, približno 30 km vzhodno od modernega As-Samawah, provinca Al-Muthanna v Iraku ali okoli 230 km jugozahodno od Bagdada.
Uruk je dal svoje ime v obdobju Uruk, ki je prazgodovinsko bakreno zgodnje obdobje bronaste dobe v zgodovini Mezopotamija in sega okoli 4000–3100 pr. n. št. Uruk je imel vodilno vlogo v začetku urbanizacije Sumerije sredi 4. tisočletja pr. n. št. Na vrhuncu okoli 2900 pred našim štetjem je Uruk verjetno štel 50.000–80.000 prebivalcev, ki so živeli na 6 km2 obzidanega prostora, zaradi česar je to bilo največje mesto na svetu v tistem času. Pol mitski kralj Gilgameš, po kronologiji predstavljen v sumerski seznam kraljev, je vladal Uruku v 27. stoletju pr. n. št. Mesto je zgubilo svojo primarno vlogo okoli 2000 pred našim štetjem v okviru boja Babilona z Elamom, vendar je ostalo naseljeno v celotnem obdobju Selevkidov in Partov, dokler ni bilo dokončno opuščeno neposredno pred ali po islamskem osvajanju.
Mesto Uruk je bilo odkrito leta 1849 pod vodstvom Williama Kennetta Loftusa, ki je vodil prva izkopavanja v letih 1850-1854. Arabsko ime Babilonija, al-ʿIrāq, je mislil, da se izhaja iz imena Uruk, preko aramejščine (Erech) in morda bližnje perzijščine (Erāq).

## Pomembnost
V mitu in literaturi Uruk slovi kot glavno mesto Gilgameša, junaka Epa o Gilgamešu. Prav tako verjamejo, da je Uruk svetopisemski (1 Mz 10,10) Erech, drugo mesto, ki ga je ustanovil Nimrod, kralj Šinarja.
Poleg tega, da je eden od prvih mest, je Uruk glavna sila urbanizacije v obdobju Uruk (4000–3200 pr. n. št.. V obdobju 800 let je prišlo do premika od manjših, kmetijskih vasi do večjega mestnega središča s popolno administracijo, vojsko in razslojeno družbo. Ostala naselja iz tega časa so bili na splošno velika okoli 10 hektarjev, medtem ko je bil Uruk bistveno večji in bolj zapleten. V obdobju Uruk je kultura sumerskih trgovcev in kolonistov vplivala na vse okoliške prebivalce, ki so se postopoma razvili v primerljiva, konkurenčna gospodarstva in kulture. Uruk pa ni mogel ohraniti nadzora na daljših razdaljah nad kolonijami, kot je bil Tell Brak z vojaško silo.
Geografski dejavniki so bili dobri za rast Uruka. Mesto se je nahajalo v južnem delu Mezopotamije, starodavnega območja civilizacije, ob reki Evfrat. S postopno kultivacijo domačih žit iz vznožja Zagrosa in obsežnih tehnik namakanja, so na površinah pridelali široko paleto užitnega rastlinja. Kultiviranje žita in bližina reke je omogočila rast Uruka v največje sumersko naselje, tako prebivalstva kot območja.
Kmetijski presežek in veliko število prebivalcev je olajšalo procese, kot je bila trgovina, specializacija obrti in razvoj pisanja. Dokazi iz izkopavanj, kot je obsežna keramika in prve znane napisane plošče podpirajo te dogodke. Izkop Uruka je bil zelo zapleten, ker so bile starejše zgradbe reciklirane v novejše, s čimer so se zabrisale plasti različnih zgodovinskih obdobij. Vrhnja plast najverjetneje izvira iz obdobja Jemdet Nasr (3100–2900 pr. n. št.) in je zgrajena na strukturah obdobja Ubaid.

## Zgodovina
V mitu je Uruk ustanovil Enmerkar, ki je uveljavil tudi naziv kralj iz sumerskega seznama kraljev. Prav tako je v epu Enmerkar in gospodar Arate zgradil Hišo nebes (sumersko: e2-anna; klinopis: E2.AN) za boginjo Inano v okrožju Eanna v Uruku. V Epu o Gilgamešu, Gilgameš gradi mestno obzidje okoli Uruka in je kralj mesta.
Uruk je šel skozi več faz rasti; iz obdobja zgodnjega Uruka (4000–3500 pr.n.št. ) do poznega Uruk obdobja (3500–3100 pr.n.št.). Mesto je nastalo, ko sta se dve manjši Ubaid naselji združili. Tempeljska kompleksa sta postala območje Eanna in območje Anu posvečena Inanni in Anuju. Okrožje Anu se je prvotno imenovalo Kullaba (Kulab ali Unug - Kulaba) pred združitvijo z območjem Eanna. Kullaba datira v obdobje Eridu, ko je bil eno izmed najstarejših in najpomembnejših mest Sumerije. Obstajajo različne razlage o namenih templjev. Vendar pa velja splošno prepričanje, da sta povezovalna elementa mesta. Prav tako se zdi jasno, da so imeli templji tako pomembno versko kot državno funkcijo. Preživeli tempeljski arhiv Novobabilonskega obdobja dokumentira socialno funkcijo templja kot centra za prerazporejanje.
Območje Eanna je bilo sestavljeno iz več zgradb s prostori za delavnice in je bilo obzidano stran od mesta. Nasprotno pa je bilo območje Anu zgrajena na terasi s templjem na vrhu. Jasno je, da je bil Eanna posvečen Inanna od najzgodnejšega obdobja Uruka v vsej zgodovini mesta. Preostali del mesta je bil sestavljen iz tipičnih hiš z dvorišči, razvrščenih po poklicih obrtnikov, v območjih okoli Eanna in Anu. Uruk je zelo dobro prepreden s sistemom kanalov, ki so ga opisali kot "Benetke v puščavi". Ta sistem kanalov je bil povezan s pomorsko trgovino preko starodavne reke Evfrat, kot tudi z okoliškimi kmetijskimi površinami.
Opozoriti je treba, da je bilo izvirno mesto Uruk umeščeno jugozahodno od antičnega Evfrata, zdaj je na suhem. Trenutno mesto Warka je severovzhodno od sodobne reke Evfrat. Spremembo položaja je povzročil premik Evfrata nekoč v zgodovini in bi bil lahko vzrok propadanja Uruka.

### Zgodovinske dobe Uruka
Arheologi so odkrili več slojev Uruka, zgrajenih drug na drugem v kronološkem vrstnem redu:
- obdobje Uruk XVIII Eridu  (okoli 5000 pr. n. št.); osnovni Uruk
- obdobje Uruk XVIII-XVI pozno obdobje Ubaid (4800–4200 pr. n. št.)
- Obdobje Uruk XVI-X zgodnje obdobje Uruk (4000–3800 pr. n. št.)
- Obdobje Uruk IX-VI srednje obdobje Uruk (3800–3400 pr. n. št.)
- Obdobje Uruk V-IV pozno obdobje Uruk (3400–3100 pr. n. št.); zgrajeni najstarejši monumentalni templji območja Eanna
- Obdobje Uruk III Jemdet Nasr (3100–2900 pr. n. št.); zgrajeno 9 km mestnega obzidja
- Uruk II
- Uruk I

### Območje Eanna
Območje Eanna je zgodovinsko pomembna za je pisanje in kot monumentalna javna arhitektura, ki se je pojavila v Uruk obdobju VI- IV. Kombinacija teh dveh dogodkov postavlja Eanna kot verjetno prvo pravo mesto in civilizacijo v človeški zgodovini. Eanna v obdobju IVa vsebuje prve primere klinopisa in s tem prvo pisanje v zgodovini. Čeprav so bile nekatere od teh klinastih plošč dešifrirane, so težave v zvezi z izkopavanji zakrile pomen in včasih celo strukturo številnih stavb.
Prva stavba Eanna, tempelj Stone-Cone (Tempelj mozaikov), je bila zgrajena v obdobju VI preko že obstoječega templja iz obdobja Ubaid in je obdana z apnenčastimi stenami z izdelanim sistemom opornikov. Tempelj Stone-Cone, imenovan po barvnih kamnitih mozaikih vgrajenih v fasado iz nežgane opeke, so lahko zgodnji kult vode v Mezopotamiji. Bili so obredno porušeni v Uruk IVb obdobju in njihova vsebina pokopana pod rimskimi zgradbami.
V naslednjem obdobju Uruk V, je približno 100 m vzhodno od templja Stone-Cone nastal Apnenčast tempelj, zgrajen na 2 m visokem zemljeskem platoju nad obstoječim Ubaid templjem, ki kot tempelj Stone-Cone predstavlja nadaljevanje kulture Ubaid. Vendar pa je bil Apnenčast tempelj brez primere glede svoje velikosti in uporabe kamna, čisto na koncu tradicionalne Ubaid arhitekture. Kamen je bil pridobljen iz kamnoloma Umayyad približno 60 km vzhodno od Uruka. Ni jasno, ali je bil zgrajen celoten tempelj ali samo temelji iz apnenca. Apnenčev tempelj je verjetno prvi Inannin tempelj, vendar je to nemogoče vedeti z gotovostjo. Tudi Apnenčev tempelj obložen z mozaiki. Oba templja sta pravokotnika s svojimi vogali poravnana na osnovne smeri, ob osrednji dvorani stojita vzdolž daljše osi dve manjši dvorani ter fasada iz opornikov, prototip arhitekturne tipologije vseh prihodnjih mezopotamskih templjev. Dvorana je imela na stropu lesene tramove dolžine dvanajst metrov, velike skulpture in reliefe s podobami živali, itd. Tempelj je bil večkrat prenovljen in razširjen posebej v času tretje dinastije Ur, v zigurat ga je spremenil Ur-Nammu.
Med tema dvema monumentalnima strukturama je bil zgrajen kompleks zgradb (imenovan A-C, E-K, Riemchen, Cona-Mozaikov), dvorišča in zidovi v času obdobja Eanna IVb. Ti objekti so bili zgrajeni v času velike ekspanzije v Uruku, ko se je mesto povečalo za 250 hektarjev in postalo sedež trgovine na dolge razdalje in so se nadaljevale arhitekture iz prejšnjega obdobja. Zgradba Riemchen, imenovana po obliki opeke, je spomenik z obrednim ognjem, ki je gorel v centru templja Stone-Cone po uničenju. Iz tega razloga obdobje Uruk IV predstavlja preusmeritev prepričanja in kulture. Pročelje tega spomenika je bilo verjetno prekrito z geometrijskimi in figuralnimi freskami. Riemchen opeke, prvič uporabljene v tem templju, so bile uporabljene za gradnjo vseh zgradb obdobju Uruk IV v Eanna. Uporaba barvnih stožcev kot obdelava fasade je bila zelo razvita, morda se je uporabila za večji učinek v templju Cona mozaikov. Sestavljen je iz treh delov: Tempelj N, okrogla dvorana s stebri in Cona-Mozaikov. Dvorišče je bilo v tem templju najbolj monumentalna zgradba v Eanna v tistem času. Vse je bilo obredno uničeno. Celotno območje Eanna je bilo obnovljeno v obdobju IVa na še višji ravni.
V obdobju Eanna IVa, je bil Apnenčast tempelj porušen in na njegovih temeljih zgrajen Rdeči tempelj. Nabrani ostanki stavb Uruk IVb so bili oblikovani v teraso, v obliki črke L, na kateri so bile zgrajene stavbe C, D, M, Velika dvorana in Dvorana stebrov. Za stavbo E so sprva mislili, da je bila palača, kasneje se je izkazala za komunalno stavbo. Tudi v obdobju IV je bilo Veliko dvorišče, potopljeno dvorišče, obdano z dvema vrstama klopi, prekritih z mozaiki. Majhni akvadukt se je potekal v Velikem dvorišču in služil namakanju vrta. Impresivne stavbe tega obdobja so bile zgrajene, ko je Uruk dosegel svoj vrhunec in se razširil na 600 hektarjev. Vse stavbe Eanna IVa so bile uničeni nekje v Uruk III iz nejasnih razlogov.
Arhitektura Eanna v obdobju III je zelo drugačna od tistega, kar je bilo pred tem. Kompleks veličastnih templjev je bil nadomeščen z banjami okoli Velikega dvorišča in labirintom v zemljo zabitih zgradb. To obdobje ustreza zgodnji dinastiji Sumerije okoli 2900 pred našim štetjem, v času velikih socialnih nemirov, ko so prevlado Uruka zasenčile konkurenčne mestne državice. Trdnjava kot arhitektura tega časa je odraz te krize. Tempelj Inanne je nadaljeval delovanje v novi obliki in z novim imenom, »Hiša Inanna v Uruku« (sumersko: e2-dinanna unuki-ga). Lokacija te strukture še ni znana.

### Območje Anu
Veliko območje Anu je starejše od območja Eanna. Tudi tukaj so bili najdeni ostanki pisanja. Za razliko od območja Eanna, je območje Anu sestavljeno iz ene same obsežne terase, Anu zigurat, posvečen sumerskemu bogu neba Anuju. Nekje v obdobju Uruk III je bil masivni Beli tempelj zgrajen na vrhu v zigurata, po severozahodnem robu zigurata pa je bila struktura iz obdobja Uruk VI, Kamnit tempelj.
Kamnit tempelj je bil zgrajen iz apnenca in bitumna na stopničasto utrjeni zbiti zemlji in ometan z apneno malto. Terasa je bila zgrajena v pleteno pisanem podstavku imenovanem giparu, ki se je prvotno uporabljal za bralni podstavek obredno kot poročna postelja, toda v pomenu kot vir obilja, ki seva navzgor v strukturi. Struktura Kamnitega templja je nadalje razvila nekatere mitološke koncepte iz Enuma Elish (je babilonski mit - odkrila sta ga Austen Henry Layard leta 1849 v fragmentarni obliki v porušeni knjižnici Asurbanipala v Ninivah (Mosul, Irak) in George Smith, objavljen leta 1876), morda vključuje obrede polivanja, na kar nakazujejo kanali, cisterne in plovila, ki so jih tam našli. Struktura je bila obredno uničena, pokrita izmenično s plastjo gline in kamna, nato pa izkopana in kasneje napolnjena z malto.
Anu zigurat se je začel z masivnim kupom s celo ali naosom dodanim v obdobju Uruk okoli 4000 pred našim štetjem in se je razširil v 14 fazah gradnje, z oznako L do A3 (L se včasih imenuje X). Zanimivo je, da zgodnja faza uporablja tipologijo podobno PPNA kulturi v Anatoliji; enojna komora cela s terazo tlemi, pod katero je bila najden bukranion (oblika vklesane dekoracije). V fazi E, ki ustreza obdobju Uruk III okoli 3000 pred našim štetjem, je bil zgrajen Beli tempelj. Beli tempelj je bil očitno zgrajen tako, da je bil viden iz velike razdalje čez ravnico Sumerije, povzdignjen 21 m in pokrit z mavcem, ki je odseval sončno svetlobo kot ogledalo. Verjeli so, da je bil Beli Tempelj simbol politične moči Uruka v tistem času. Poleg tega templja, je imel Anu zigurat tudi monumentalno z apnencem tlakovano stopnišče, ki se je uporabljalo pri verskih procesijah. Korito, ki je teklo vzporedno s stopnicami, je bilo uporabljeno za dreniranje zigurata.

### Uruk v pozni antiki
Čeprav je bilo uspešno mesto v zgodnjih dinastijah Sumerije, je predvsem zgodnja dinastija II Uruk na koncu aneksirana k Akadskemu kraljestvu odšla v zaton. Kasneje, v novosumerskem obdobju je Uruk užival preporod kot glavno gospodarsko in kulturno središče pod suverenostjo Ura. Območje Eanna je bilo obnovljeno kot del ambicioznega programa stavb, ki je vključeval novo svetišče za Inanno. Ta tempelj je vseboval zigurat, »Hiša vesolja« (klinopis: E2.SAR.A) na severovzhodu Uruka, obdobje Eanna ruševin. Zigurat se navaja tudi kot Ur-Nammujev zigurat, saj je bil njegov graditelj Ur-Nammu. Po razpadu Ura (okoli 2000 pr. n. št.), se je začel tudi zaton Uruka do okoli 850 pred našim štetjem, ko je bil priključen novoasirskemu kraljestvu kot deželna prestolnica. V času novoasircev in novobabiloncev si je Uruk povrnil veliko svoje nekdanje slave. 250 let pred našim štetjem je bil zgrajen nov tempeljski kompleks »Head Temple« (akadsko: Bīt Reš), dodan na severovzhodu Uruka na območju Anu. Bīt Reš skupaj s templjem Ésagila (sumersko »É (tempelj) katerega vrh je vzvišen«) je bil eden od dveh glavnih centrov novobabilonske astronomije. Vse templje in kanale so ponovno obnovili pod Nabopolasarjem. V tem obdobju se je Uruk razdelil na pet glavnih okrajev: Adadov tempelj, Kraljevi sadovnjak, Ištarina vrata, Tempelj Lugalirra in okraj Šamaševa vrata.
Uruk, ki je zdaj znan kot Orchoë za Grke, je še naprej uspeval pod Selevkidskim imperijem. V tem obdobju je bil Uruk mesto veliko 300 hektarjev. Leta 200 pred našim štetjem ) je bilo med Anu in Eanna območji dodano "Veliko svetišče' Ištar (klinopis: E2.IRI12.GAL, sumersko: eš-gal. Ko so Selevkidi izgubili Mezopotamijo in so leta 141 pred našim štetjem prišli Parti, je Uruk začel propadati in si ni nikoli več opomogel. Propadu Uruka je bil morda deloma kriv premik reke Evfrat. Leta 300 n. št. je bil Uruk večinoma zapuščen in okoli 700 n. št. popolnoma zapuščen.

## Politična zgodovina
"V Uruku, v južni Mezopotamiji se zdi, da je sumerska civilizacija dosegla svoj ustvarjalni vrh. Ta je pomembno poudarjati za to mesto v verskem in predvsem v literarnih besedilih, vključno s tistimi z mitološkimi vsebinami; zgodovinska tradicija kot konzervirana v sumerskem kraljevem seznamu to potrjuje. Iz Uruka se je središče politične teže preselilo v Ur." 
 —Oppenheim
Uruk je igral zelo pomembno vlogo v politični zgodovini Sumerije. Izhajajoč iz obdobja zgodnjega Uruka, uveljavljanje hegemonije nad bližnjimi naseliji. V tem času (okoli 3800 pred našim štetjem), sta bili dve središči veliki 20 hektarjev, Uruk na jugu in Nippur na severu obdana z veliko manjšimi 10 hektarjev velikimi naselji. Kasneje, v poznem obdobju Uruk, se je njegov vpliv razširil nad vsem Sumerjem in naprej do zunanjih kolonij v zgornji Mezopotamiji in Siriji. Uruk je bil udeležen v nacionalnih bojih Sumercev proti Elamitom do leta 2004 pred našim štetjem, v katerih je utrpel precej škode. Spomini na nekatere od teh spopadov so zapisani v Epu o Gilgamešu, v literarni in dvorni obliki.
Kronologija vladarjev Uruka vključuje tako mitološke in zgodovinske podatke petih dinastij. Kot v preostalem delu Sumerja se je moč postopoma preselila iz templja v palačo. Vladarji iz dinastij v zgodnjem obdobju izvajajo nadzor nad Urukom in na trenutke nad celotno Sumerijo. V mitu je vladar prišel iz nebes kot Eridu, nato je odšel zaporedoma skozi pet mest, dokler se ne konča obdobje Uruk. Kasneje, na začetku zgodnjega obdobja dinastije, se vladar preseli v Kish, kar ustreza začetku zgodnje bronaste dobe v Sumerju. V zgodnjem obdobju Prve uruške dinastije (2900-2800 pr. n. št.) je bil Uruk teoretično pod nadzorom Kiša. To obdobje se včasih imenuje zlata doba. V obdobju zgodnje Druge uruške dinastije (2800-2600 pr. n. št.) je bil Uruk spet prevladujoče mesto in izvajal nadzor nad Sumerijo. To obdobje včasih imenujejo herojska doba. Vendar pa v obdobju zgodnje Tretje uruške dinastije (2600-2500 pr.n.št.) Uruk izgubi suverenost, tokrat od Ura. To obdobje, ki ustreza zgodnji bronasti dobi III, je konec Prve uruške dinastije. V obdobju zgodnje dinastije IIIb (2500-2334 pr.n.št.), ki se imenuje tudi predsargonsko obdobje, Uruku še naprej vlada Ur.

### Zgodnje dinastije, Akadija in novosumerski vladarji Uruka
| Prazgodovinski                                                               |                                         | Vladanje                                                | Komentar |
| ---------------------------------------------------------------------------- | --------------------------------------- | ------------------------------------------------------- | --- |
| Kralji-svečeniki                                                             | Uruški kralj-svečenik hrani sveto čredo | okoli 4000–3400 pr. n. št.                              | različni miti o stvaritvi; uruški kralji-svečeniki so upodobljeni na reliefih, kipih in valjih, njihova imena pa niso znana                                                                         |
| Prva uruška dinastija                                                        |                                         | Vladanje                                                | Komentar |
| Meš-ki-ang-gašer                                                             |                                         | okoli 3400–3100 pr. n. št. (pozni Uruk)                 | sin boga Utuja in ustanovitelj Uruka, ki je vladanje prevzel od Prve kiške dinastije |
| Enmerkar                                                                     |                                         | okoli 3400–3100 pr. n. št.                              | vodil napad na deželo Arata |
| Lugalbanda                                                                   |                                         | okoli 3400–3100 pr. n. št.                              | vojak v Enmerkarjevi vojski |
| Dumuzid Ribič                                                                |                                         | okoli 2900–2700 pr. n. št. (zgodnje dinastično obdobje) | porazil napalsko vojsko na čelu z Gudamom |
| Gilgameš                                                                     |                                         | okoli 2900–2700 pr. n. št. (zgodnje dinastično obdobje) | zgradil obzidje Uruka in porazil Ago Kiškega |
| Ur-Nungal Udul-kalama La-bašum En-nun-tarah-ana Meš-he Melem-ana Lugal-kitun |                                         | okoli 2900–2700 pr. n. št.                              | o teh vladarjih je malo znanega; njihov obstoj je večinoma nepotrjen; zadnjega vladarja je strmoglavil Mesanepada Urski, S čimer se je Prva uruška dinastija končala                                |
| Druga uruška dinastija                                                       |                                         | Vladanje                                                | Komentar |
| Lugalnamniršuma                                                              |                                         | okilo 2500 pr. n. št.                                   | |
| Lugalsilasi                                                                  |                                         | okoli 2450 pr. n. št.                                   | desetkrat napadel Girsu |
| Urzage                                                                       |                                         | okoli 2400 pr. n. št.                                   | |
| Lugal-kiniše-dudu                                                            |                                         | okoli 2400 pr. n. št.                                   | kralj Uruka in Ura |
| Lugal-kisal-si                                                               |                                         | okoli 2400 pr. n. št.                                   | kralj Uruka in Ura |
| Enšakušana                                                                   |                                         | okoli 2350 pr. n. št.                                   | vzpostavil oblast nad skoraj celo Sumerijo; kraljestvo mu je odvzel Lugalzagezi |
| Tretja uruška dinastija                                                      |                                         | Vladanje                                                | Komentar |
| Lugalzagezi                                                                  |                                         | okoli 2350 pr. n. št.                                   | prvotno vladar Ume; po osvojitvi cele Sumerije je za svojo prestolnico izbral Uruk |
| Četrta uruška dinastija                                                      |                                         | Vladanje                                                | Komentar |
| Ur-nigin Ur-gigir Kuda Puzur-ili                                             |                                         | 22. stoletje pr. n. št.                                 | v Akadskem kraljestvu služil kot ensi Uruka |
| Peta uruška dinastija                                                        |                                         | Kronologija                                             | Komentar |
| Utu-hengal                                                                   |                                         | okoli 2119-2112 pr. n. št.                              | ensi Uruka, ki je strmoglavil sumersko Gutsko dinastijo in nekaj časa vladal celi Sumeriji, dokler ga ni nasledil Ur-Nammu Urski, s čimer se je v Uruku končala vladavine zadnje sumerske dinastije |

Uruk nadaljuje kot del Ura, Babilona kasneje Ahemenidskega cesarstva, Selevkidskega cesarstva in Partskega cesarstva. Uživa tudi kratka obdobja neodvisnosti v obdobju Isin-Larsa, pod kralji kot so (morda) ) Ikūn-pî-Ištar (okoli 1800 pred našim štetjem), Sîn-kāšid, njegov sin Sîn-irībam njegov sin Sîn-gāmil, Ilum-gāmil, brat Sîn-gāmil, Etēia, Anam ÌR-ne-ne, ki je bil poražen s strani Rīm-Sîn I. iz Larse v svojem 14 letu (okoli 1740 pred našim štetjem), Rīm-Anum and Nabi-ilīšu. Mesto je bilo dokončno uničeno med arabsko invazijo v Mezopotamijo in okoli leta 700 zapuščeno.

## Arhitektura
Uruk je prva monumentalna izvedba v arhitekturni zgodovini. Mnogo Bližnje vzhodne arhitekture ima v sledovih korenine v teh prototipičnih stavbah. Strukture Uruka so podane v dveh različnih konvencijah poimenovanja, eno v nemščini iz časov začetne ekspedicije in angleškem prevodu. Stratigrafija strani je kompleksna in kot taka je veliko datiranj spornih. Na splošno strukture sledijo dvema glavnima tipoma sumerske arhitekture. Tristranske s 3 vzporednimi dvoranami in oblike črke T, prav tako s tremi dvoranami, vendar se srednja razteza v dveh pravokotnih pomolih na enem koncu. Spodnja tabela povzema pomembno arhitekturo v območjih Eanna in Anu. Tempelj N, Cona Mozaikov, Dvorišče in dvorana okroglih stebrov se pogosto omenja kot eno samo strukturo - Cono Mozaikov.
| območje Eanna: 4000–2000 pr. n. št. | območje Eanna: 4000–2000 pr. n. št. | območje Eanna: 4000–2000 pr. n. št. | območje Eanna: 4000–2000 pr. n. št. | območje Eanna: 4000–2000 pr. n. št. | območje Eanna: 4000–2000 pr. n. št. | območje Eanna: 4000–2000 pr. n. št. |
| Ime strukture                       | nemško ime                          | obdobje                             | Tipologija                          | Material                            | območje v m2                        |                                     |
| ----------------------------------- | ----------------------------------- | ----------------------------------- | ----------------------------------- | ----------------------------------- | ----------------------------------- | ----------------------------------- |
| Tempelj Stone-Cone                  | Steinstifttempel                    | Uruk VI                             | T-oblika                            | apnenec in bitumen                  | x                                   |                                     |
| Apnenčev tempelj                    | Kalksteintempel                     | Uruk V                              | T-oblika                            | apnenec in bitumen                  | 2373                                |                                     |
| Zgradba Riemchen                    | Riemchengebäude                     | Uruk IVb                            | edinstvena                          | nežgana opeka                       | x                                   |                                     |
| Tempelj Cona Mozaikov               | Stiftmoasaikgebäude                 | Uruk IVb                            | edinstvena                          | x                                   | x                                   |                                     |
| Tempelj A                           | Gebäude A                           | Uruk IVb                            | Tristranska                         | nežgana opeka                       | 738                                 |                                     |
| Tempelj B                           | Gebäude B                           | Uruk IVb                            | Tristranska                         | nežgana opeka                       | 338                                 |                                     |
| Tempelj C                           | Gebäude C                           | Uruk IVb                            | T-oblika                            | nežgana opeka                       | 1314                                |                                     |
| Tempelj/Palača E                    | Gebäude E                           | Uruk IVb                            | edinstvena                          | nežgana opeka                       | 2905                                |                                     |
| Tempelj F                           | Gebäude F                           | Uruk IVb                            | T-oblika                            | nežgana opeka                       | 465                                 |                                     |
| Tempelj G                           | Gebäude G                           | Uruk IVb                            | T-oblika                            | nežgana opeka                       | 734                                 |                                     |
| Tempelj H                           | Gebäude H                           | Uruk IVb                            | T-oblika                            | nežgana opeka                       | 628                                 |                                     |
| Temple D                            | Gebäude D                           | Uruk IVa                            | T-oblika                            | nežgana opeka                       | 2596                                |                                     |
| Soba I                              | Gebäude I                           | Uruk V                              | x                                   | x                                   | x                                   |                                     |
| Tempelj J                           | Gebäude J                           | Uruk IVb                            | x                                   | nežgana opeka                       | x                                   |                                     |
| Tempelj K                           | Gebäude K                           | Uruk IVb                            | x                                   | nežgana opeka                       | x                                   |                                     |
| Tempelj L                           | Gebäude L                           | Uruk V                              | x                                   | x                                   | x                                   |                                     |
| Tempelj M                           | Gebäude M                           | Uruk IVa                            | x                                   | nežgana opeka                       | x                                   |                                     |
| Tempelj N                           | Gebäude N                           | Uruk IVb                            | edinstvena                          | nežgana opeka                       | x                                   |                                     |
| Tempelj O                           | Gebäude O                           | x                                   | x                                   | x                                   | x                                   |                                     |
| Dvoranska zgradba/Velika dvorana    | Hallenbau                           | Uruk IVa                            | edinstvena                          | nežgana opeka                       | 821                                 |                                     |
| Dvorana stebrov                     | Pfeilerhalle                        | Uruk IVa                            | edinstvena                          | x                                   | 219                                 |                                     |
| Kopališče                           | Bäder                               | Uruk III                            | unique                              | x                                   | x                                   |                                     |
| Rdeči tempelj                       | Roter Tempel                        | Uruk IVa                            | x                                   | nežgana opeka                       | x                                   |                                     |
| Veliko dvorišče                     | Großer Hof                          | Uruk IVa                            | edinstvena                          | žgana opeka                         | 2873                                |                                     |
| Zgradba iz zbite zemlje             | Stampflehm                          | Uruk III                            | edinstvena                          | x                                   | x                                   |                                     |
| Dvorana okroglih stebrov            | Rundpeifeilerhalle                  | Uruk IVb                            | edinstvena                          | nežgana opeka                       | x                                   |                                     |
| območje Anu: 4000–2000 pr. n. št.   |                                     |                                     |                                     |                                     |                                     |                                     |
| Kamnita zgradba                     | Steingebäude                        | Uruk VI                             | edinstvena                          | apnenec in bitumen                  | x                                   |                                     |
| Beli tempelj                        | x                                   | Uruk III                            | Tristranska                         | nežgana opeka                       | 382                                 |                                     |

Jasno je da je bilo Eanna posvečeno Inanno, simbolu Venere iz obdobja Uruk. V tistem času so jo častili v štirih vidikih, kot Inanna podzemlja (sumersko: dinanna-kur), Inanna jutra (sumersko: dinanna-hud2), Inanna večera (sumersko: dinanna-sig) in Inanna (sumersko:dinanna-NUN), imena štirih templjev v Uruku v tem času so znana, vendar je nemogoče, da se ujemajo z bodisi posebno strukturo in v nekaterih primerih božanstvo.
- svetišče Inanne (sumersko: eš-dinanna)
- svetišče Inanne večera (sumersko: eš-dinanna-sig)
- tempelj neba (sumersko: e2-an)
- tempelj neba in podzemlja (sumersko: e2-an-ki)

- Arhitekture Uruka
- Plan Eanna VI-V
- Plan Eanna IVb
- Plan Eanna IVa
- Plan Eanna III
- Plan Novosumerskega Eanna
- Plan območja Anu - faza E
- cona mozaikov - dvorišče
- detajl cone mozaikov

## Arheologija
Lokacija, ki leži približno 50 kilometrov severozahodno od antičnega Ura, je ena od največjih v regiji in znaša približno 5,5 kvadratnih kilometrov območja. Največji obseg je 3 kilometre sever /jug in 2,5 kilometra vzhod/zahod. Obstajajo tri glavne arheološke gomile (arabsko: تَل‎, tall, hebrejsko: תֵּ) v mestu, območje Eanna, Bīt Reš (Kullaba) in Irigal.
Mesto Uruk si je prvič ogledal William Loftus leta 1849. Tam je izkopaval leta 1850 in 1854. Priznal je, da so bila prva izkopavanja površna, njegovi finančniki so ga prisilili, da je dostavil velike muzejske artefakte ob minimalnih stroških. Kraj si je ogledal tudi arheolog Walter Andrae leta 1902.
V letih 1912–1913 je Julius Jordan in njegova ekipa iz German Oriental Society (GOS) odkrila tempelj Ištar, eden od štirih znanih templjev, ki se nahajajo na lokaciji. Templji v Uruku so bili še posebej očitni, saj so bili zgrajeni z opeko in okrašeni s pisanimi mozaiki. Jordan je odkril tudi del mestnega obzidja. Kasneje je bilo ugotovljeno, da je to 15 m  visok zid, verjetno uporabljen kot obrambni mehanizem, popolnoma obdajal mesto v dolžini 9 km. Z uporabljeno tehniko datiranja sedimentne plasti je bilo ocenjeno, da je bil zid postavljeni okoli 3000 pred našim štetjem. GOS se je vrnil v Uruk leta 1928 in izkopaval do leta 1939, ko je druga svetovna vojna dela prekinila. Ekipo je vodil Jordan do 1931, nato A. Nöldeke, Ernst Heinrich in HJ Lenzen.
Nemška izkopavanja so se nadaljevala po vojni in so tekla pod vodstvom Heinricha Lenzen med leti 1953–1967. Leta 1968 ga je nasledil J. Schmidt in leta 1978  RM Boehmer. V celoti so nemški arheologi preživel 39 sezon na izkopavanju Uruka. Rezultati so zapisani v dveh nizih poročil:
- Ausgrabungen der Deutschen Forschungsgemeinschaft v Uruk (ADFU) , 17 volumni, 1912-2001
- Ausgrabungen v Uruk - Warka, Endberichte (AUWE), 25 zvezkov , 1987-2007

V zadnjem času, od 2001 do 2002 so ekipo nemškega arheološkega inštituta vodili Margarite Van Ess, Joerg Fassbinder in Helmut Becker, delno so uporabljali tudi magnetometer. Poleg geofizikalnih raziskav so bili sprejeti temeljni vzorci in fotografije iz zraka. Temu so sledili satelitski posnetki visoke ločljivostjo iz leta 2005.
Glinaste plošče s klinopisom in slikovnimi napisi iz Uruka so ene prvih zabeleženih zapisov in datirajo okoli 3300 pred našim štetjem. Dešifrirali so jih in vključujejo slavni Seznam sumerskih kraljev, zapis kraljev v sumerski civilizaciji. Tam je bil še več pravnih in znanstvenih plošč iz selevkidskega obdobja, ki so jih objavili Adam Falkenstein in drugi nemški epigrafisti.

### Artefakti
Maska iz Warke, znana tudi kot "Gospe iz Uruka" in "Sumerska Mona Lisa" iz leta 3100 pred našim štetjem, je eden od prvih predstavnikov človeškega obraz. Iz marmorja izrezljan ženski obraz je verjetno upodobitev Inanne. Kipec je približno 20 cm visok in bi lahko bil del večje kultne podobe. Maska je bila ukradena iz Narodnega muzeja v Iraku v času padca Bagdada aprila 2003. Odkrita je bilo septembra 2003 in vrnjena v muzej.
- Lugal-kisal-si, kralj Uruka
- Maska iz Warke
- Skulptura bika, obdobje Jemdet Nasr, okoli 3000 pr. n. št.